# Benelli Vierzylinder

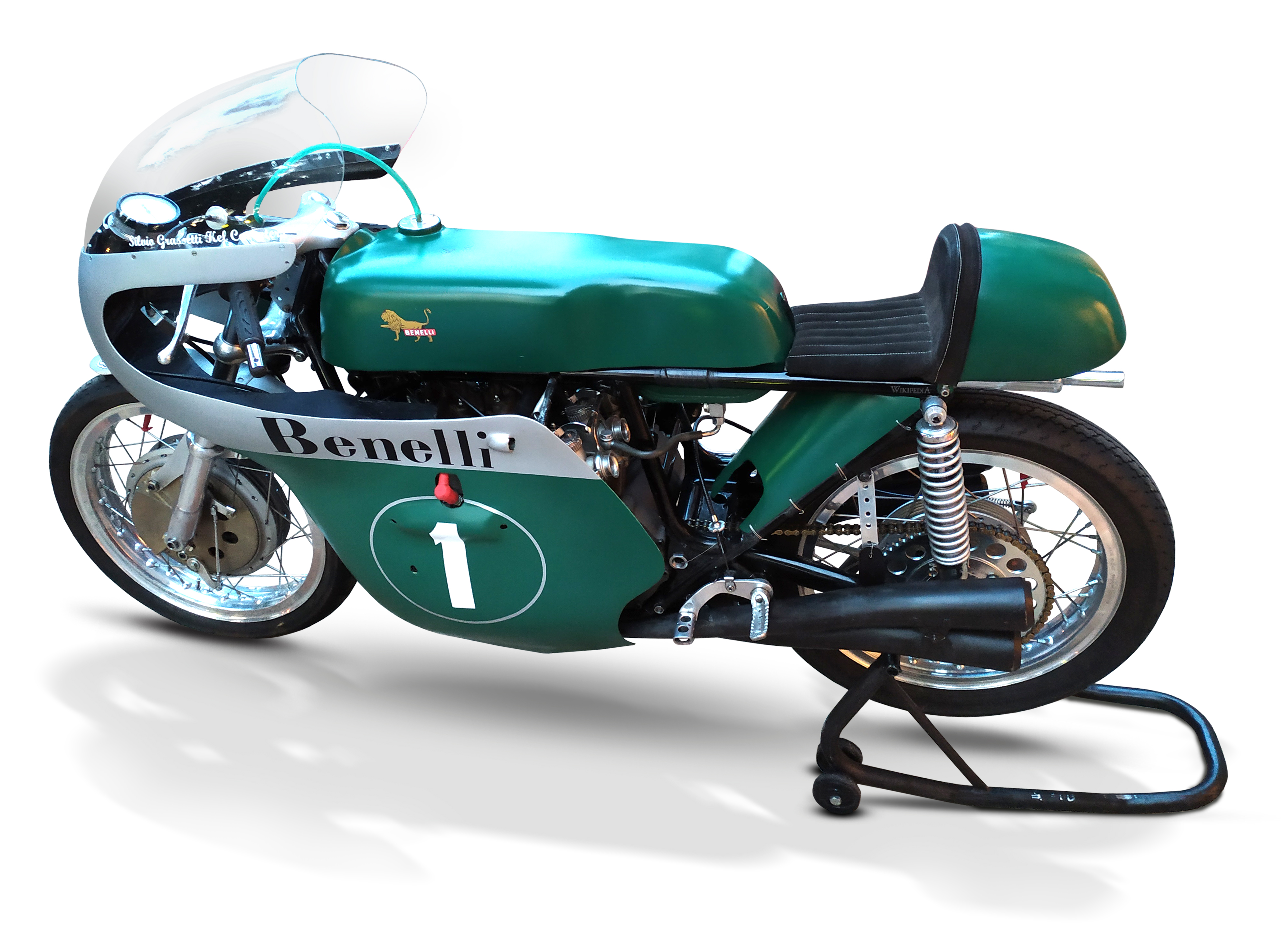
Benelli 250 4-Zylinder GP / Bj. 1966–67

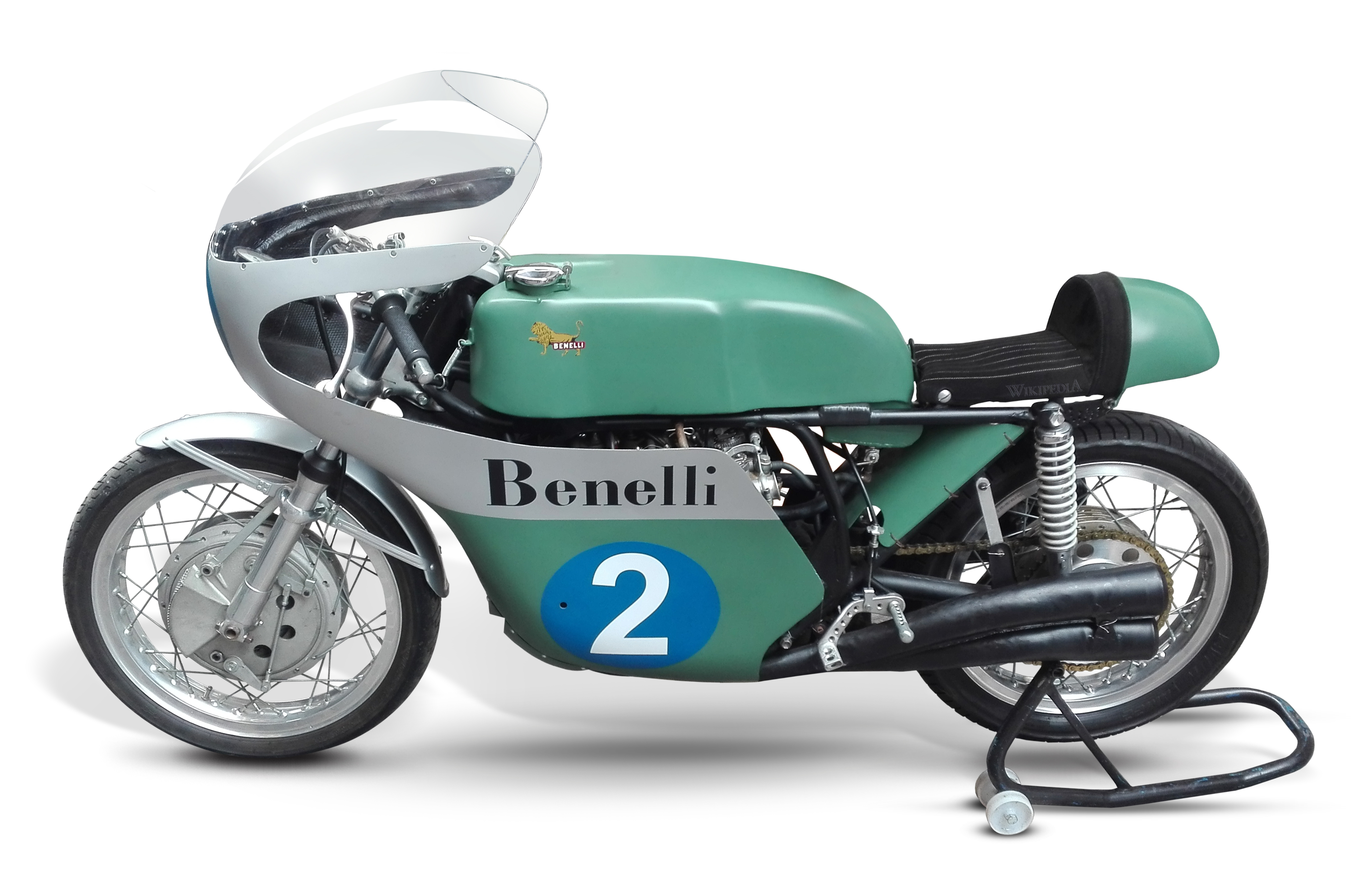
Benelli 350 4-Zylinder GP / Bj. 1968–73

Die Benelli Vierzylinder  waren Rennmotorräder des italienischen Motorradherstellers Benelli, die in der Motorrad-Weltmeisterschaft von 1962 bis 1969 eingesetzt wurden. 1969 gewann Kel Carruthers den Titel in der Klasse bis 250 cm³ Hubraum.

## Geschichte und Technik
Bereits 1939 entwickelte Benelli einen Prototyp eines Vierzylinder-Viertaktmotors mit 250 cm³ Hubraum, der mit zwei obenliegenden Nockenwellen und Stirnradantrieb hochmodern konstruiert war. 1960 wurde die Idee des Prototyps wieder aufgegriffen und ein neu konstruierter Vierzylinder mit Magnetzündung vorgestellt, der jedoch erst 1962 zum Renneinsatz kam. Bei einer Bohrung von 44 mm und einem Hub vom 40,5 mm leistete der Motor etwa 29 kW (40 PS) bei 13000/min. International wenig erfolgreich, errang der Fahrer Tarquinio Provini auf der Benelli jedoch 1965 die nationale italienische Meisterschaft. Die Vierzylindermaschine erhielt im März 1965 für Testfahrten eine doppelte hydraulisch betätigte Scheibenbremse am Vorderrad.
1966 wurde eine 350-cm³-Version des Vierzylindermotors mit 44 kW (60 PS) bei 14.000/min entwickelt, die im September 1967 erstmals zum Einsatz kam. Silvio Grassetti errang damit in seiner Klasse den zweiten Platz beim Großen Preis der Nationen in Monza. Eine 500-cm³-Version unter Renzo Pasolini schlug 1967 überraschend Giacomo Agostini beim Frühjahrsrennen in Modena. Mit der 350er Benelli wurde Pasolini Zweiter der Motorrad-Weltmeisterschaft 1968.
1969 gewann Kel Carruthers auf der weiterentwickelten Vierzylindermaschine mit Achtganggetriebe den zweiten Weltmeistertitel für Benelli in der Klasse bis 250 cm³ Hubraum. Als 1970 durch eine Reglementänderung die Klasse bis 250 cm³ Hubraum auf zwei Zylinder und sechs Gänge begrenzt wurde, kam das Ende für die Vierzylinder mit 250 cm³. Bis zur Einführung der Moto2 (2010) sollte dies auch der letzte Titel auf einem Viertaktmotor sein.
Nach der Übernahme von Benelli durch Alejandro de Tomaso wurden 1972 alle Motorsportaktivitäten eingestellt. In der Klasse bis 350 cm³ fuhr Walter Villa die Vierzylinder-Benelli dennoch bis Anfang 1973. Am 20. Mai 1973 soll Walter Villa durch auslaufendes Öl an der 350er Benelli die Tragödie von Monza, mit dem Tod von Jarno Saarinen und Renzo Pasolini, verursacht haben.
Siehe auch: Benelli Corse